# Freie Universität Tiflis

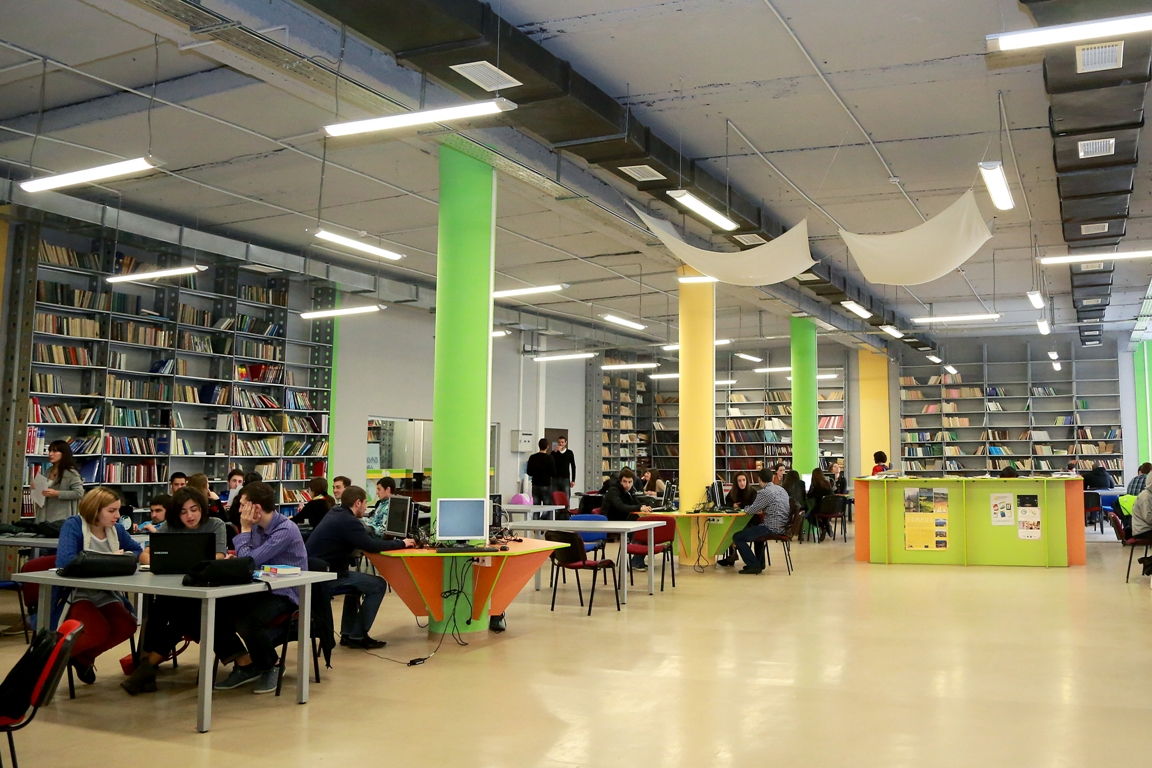
Bibliothek der Freien Universität Tiflis

Die Freie Universität Tiflis (georgisch თავისუფალი უნივერსიტეტი Tawissupali Uniwersiteti) ist eine Universität in der georgischen Hauptstadt Tiflis. Das Ziel der kostenlosen Hochschulprogramme ist es, mit den Grundsätzen liberaler Bildung, ein kreatives und kritisches Denken sowie praktische Fähigkeiten der Studierenden zu entwickeln. Das Motto der Universität ist „Erkenne die Vielfalt der Welt und der Gesellschaft und sei tolerant.“

## Geschichte
Im Jahr 2007 gründete der georgisch-russische Industrielle und Politiker Kacha Bendukidse eine gemeinnützige Organisation mit dem Namen Knowledge Fund  (georgisch ცოდნის ფონდი). Dies wurde die bedeutendste Stiftung in der Hochschulbildung Georgiens. Der Zweck der Stiftung ist es, die Ausbildungsqualität für die junge Generation Georgiens zu gewährleisten und zu fördern. Von 2011 bis 2017 stieg die Anzahl der Studenten von 904 bis auf 2655 an. Im Februar 2018 waren 2315 Studenten für einen Bachelor-Studiengang sowie 328 für ein weiterführendes Masterstudium immatrikuliert. Außerdem gab es 12 Doktoranden. Die Qualität der Ausbildung ist hoch, was sich dadurch ausdrückt, dass 94 % der Absolventen nach ihrem Abschluss unverzüglich in einer beruflichen Beschäftigung eingesetzt werden konnten.

## Fakultäten und Programme
In der Freien Universität Tiflis werden mehrere Studienfächer, die mit einem Bachelorabschluss enden, gelehrt. Dies sind: Betriebswirtschaftslehre, Mathematik und Informatik, Elektro- und Computertechnik, Internationale Beziehungen, Physik, Management und Sozialwissenschaften, Bildende Kunst und Design, Wirtschaftsrecht sowie Soziale und Humanitäre Wissenschaften. Lehrveranstaltungen, die mit einem Masterabschluss enden, sind Wirtschaftsrecht und Sozialwissenschaften. Mit einer Promotion können Studien in Sozial- und Humanitätswissenschaften abgeschlossen werden. In weiteren Programmen werden Naturwissenschaften gelehrt, die in Kooperation mit der landwirtschaftlichen Universität von Georgien, die in der Innenstadt von Tiflis liegt, erfolgen.
Die Freie Universität Tiflis verfügt im Weiteren über sechs Forschungsinstitute und Forschungszentren, namentlich: Institut für Asien und Afrika; Zentrum der arabischen Länder und der islamischen Welt; Forschungsinstitut für kognitive Neurowissenschaften; ein Konfuzius-Institut; Nationales Zentrum des Wirtschaftsrechts sowie Nationales Institut für Menschenrechte. Außerdem gibt es eine Reihe von Programmen, die ohne akademischen Grad, hingegen mit einem Zertifikat abschließen, dazu zählen Zertifizierter Geschäftsadministrator, Zertifizierter Finanzmanager, Zertifizierter Verwaltungsleiter und Projektmanagement. Die Ausbildung im Fach Projektmanagement wird in Zusammenarbeit mit der George Washington University durchgeführt. Themen zur Diplomatie, Außenpolitik, militärischen Verteidigung und nationalen Sicherheit werden ebenfalls behandelt. Schließlich werden auch mehrere Fremdsprachen, beispielsweise Chinesisch, Arabisch, Türkisch, Persisch, Japanisch und Koreanisch, unterrichtet, die ebenfalls mit einem Zertifikat abschließen.